# 科哈尼夫卡 (赫爾松州)
47°7′18″N 32°57′42″E / 47.12167°N 32.96167°E
科哈尼夫卡（羅馬化：Kokhanivka），2024年9月前名为克拉斯諾柳贝茨克（Краснолюбецьк），是位於烏克蘭南部的村莊，由赫爾松州别里斯拉夫区的卡利尼夫斯凱市鎮負責管轄。該村始建於1917年，面積0.95平方公里，海拔高度8米，2001年人口737，人口密度每平方公里773.4人。
2024年9月19日，乌克兰最高拉达将此村的名字改为科哈尼夫卡。